# ユーナ・スタッブス
ユーナ・スタッブス（Una Stubbs, 1937年5月1日 - 2021年8月12日）は、イギリスのテレビ・舞台・映画女優である。かつてはイギリスのテレビや、劇場、時には映画にも出演したダンサーであった。イギリスでは、シットコム『Till Death Us Do Part』で演じたリタや、子供向けシリーズ "Worzel Gummidge" (en)  で演じたサリーおばさん役で知られている。またTVシリーズ『ワーストウイッチ』 (en) で演じたバットさん役でも有名である。最近では『SHERLOCK』でシャーロックの大家ハドスン夫人を演じている。

## 活動歴
1950年代中頃、スタッブスはラウントリーズ社製のデイリー・ボックス・チョコレートのカバーガールを務めていた。彼女はヨークにあったラウントリーズ社の工場への訪問について言及した際に、自身のことを「ラウントリーのチョコレート少女」と呼んでいる（彼女は知らなかったものの、奇しくもヨークは彼女の祖父が働いていた土地だった）。
スタッブスは1956年に、イギリスのテレビ音楽番組『クール・フォー・キャッツ』において、ダギー・スクワイアズ・ダンサーの一員として、テレビに初出演した。彼女はこの頃ロンドンのキャバレーやナイトクラブ、レヴューでも働いており、ライオネル・ブレアのダンス・アンサンブルの一員でもあった。
彼女が初めて大きな役を得たのは、クリフ・リチャードの1963年の映画『サマー・ホリデイ』でのことである。彼女はまた、リチャードの次の映画『ワンダフル・ライフ』にも出演している（1964年）。それから数年後、彼女はBBCのシットコム『Till Death Us Do Part』（1966年 – 1975年）に出演し、アルフ・ガーネットの結婚した娘・リタ役を演じたことで一躍成功する。また1981年の短い生放送シットコム『Till Death...』においてもリタを演じた。彼女は1985年から1992年放映のBBC制作シットコム『In Sickness and in Health』においても、いくつかのエピソードでリタを演じた（これが3度目のリタ役となる）。1970年から1971年にかけて、スタッブスは再びクリフ・リチャードとタッグを組み、毎週彼のBBC Oneのテレビシリーズ "It's Cliff Richard!" に出演した。次のシリーズには出演しなかったが、それは放送が彼女の出産直後であったためである。この作品では、"Till Death Us Do Part" で共演しており、彼女のテレビでの「母」であったダンディー・ニコルズが代役を務めた。
スタッブスは『フォルティ・タワーズ』において、1979年のエピソード『結婚記念日』 (The Anniversary)  で主演を務めている。1979年から1981年にかけて、彼女はITVの子供向けシリーズ "Worzel Gummidge" (en)  でジョン・パートウィーやバーバラ・ウィンザーに対抗する役・サリーおばさんを演じた。また、1980年代にはゲームショー "Give Us a Clue" でチーム・キャプテンを務め、他チームのキャプテンを務めていたライオネル・ブレアと再会している。
彼女は『バーナビー警部』、『ハートビート』、『カジュアルティー』、『Keeping Up Appearances』、『ボーン・アンド・ブレッド』、そして『ワーストウイッチ』 (en) などの番組に出演した。近年にはスタッブスは、『ヴィクトリア・ウッド』 の第4話 "We'd Quite Like to Apologise"、 『ザ・キャスリーン・テイト・ショー』、『アガサ・クリスティー ミス・マープル』、『イーストエンダーズ』、『ベニドルム』 などに出演している。また、2010年からは、『SHERLOCK』でハドスン夫人を演じている。
スタッブスはウェスト・エンド・シアターにも2001年と2005年に出演している。このうち2001年にはノエル・カワードの最終作 "Star Quality" でペネロープ・キースと共演し、2005年にはシラーの『ドン・カルロス』でデレク・ジャコビと共演している。近年では、メニエール・チョコレート・ファクトリーでのミュージカル『ラ・カージュ・オ・フォール』や、バース王立劇場とオールド・ヴィック・シアターでの『ピグマリオン』、そしてドンマー・ウエアハウスでの『一族再会』などに出演した。彼女はまた、2012年にロイヤル・ナショナル・シアターで上演された『夜中に犬に起こった奇妙な事件』のオリジナル・キャストでもある。
2015年、スタッブスはBBC Oneの "The Big Painting Challenge" に、リチャード・ベーコンと共に出演した。

## 私生活
スタッブスはハートフォードシャーのウェリン・ガーデン・シティで、アンジェラ・K・ローリンソンとクラレンス・レジナルド・スタッブスの娘として生まれた。彼女はレスターシャーのヒンクリーで育った。1958年に俳優ピーター・ギルモアと結婚し、ジェイソンという息子を養子に取る。彼らは1969年に離婚したが、その後彼女は同じく俳優のニッキー・ヘンソンと結婚した。スタッブスはヘンソンと1975年に離婚したものの、良い交友関係は保っている。彼らの間には2人の子供がいる。一人は作曲家のクリスチャン・ヘンソン（1975年12月25日 - ）で、もう一人はミュージシャンで作曲家のジョー・ヘンソン（1973年9月18日 - ）である。
長年の間、スタッブスはロンドン周辺をヴィネットで描き続けており、メイフェアの自宅近くで、これらの絵の展覧会を開いたこともある。
スタッブスは、母ワンダ・ヴェンサムと共演した縁で、『SHERLOCK』での共演者ベネディクト・カンバーバッチを、彼が4歳の頃から知っていたという。
また、スタッブスを題材としたBBCの "Who Do You Think You Are?" が、2013年7月24日に放映された。この番組の中で、彼女の祖先が何人か紹介された。例えば曾祖父にあたるエベネザー・ハワードは、田園都市の提唱者であり、最初の田園都市であるハートフォードシャーのレッチワースならびにウェリン・ガーデン・シティにおいて、その設計と建設の原動力となった人物である。
2021年8月12日、84歳でエディンバラの自宅で亡くなった。

## 出演作

### 映画
- 『サマー・ホリデイ（英語版）』 - サンディ（1963年）
- 『ザ・バージー（英語版）』 - ブライズメイド[13]（1964年）
- 『ワンダフル・ライフ（英語版）』 - バーバラ（1964年）
- 『スリー・ハッツ・フォー・リサ（英語版）』 - フローラ（1965年）
- 『ミスター・テン・パーセント（英語版）』 - レディ・ドロシー（1967年）
- 『ティル・デス・ドゥ・アス・パート（英語版）』 - リタ（1969年）
- 『ペニー・ゴールド（英語版）』 - アンナ（1973年）
- 『ベッドタイム・ウィズ・ロージー（英語版）』 - ロージー（1975年）
- 『エンジェル』 - ドーソンさん (2007年）

### テレビ番組
- "The Strange World of Gurney Slade" (en)  - 掃除機をかける少女 / 公園の少女（2話、1960年）
- 『Till Death Us Do Part（英語版）』 - リタ（28話、1966年 - 1974年）
- 『フォルティ・タワーズ』 - アリス（話名「結婚記念日」 (The Anniversary) 、1979年）
- "Worzel Gummidge" (en)  - サリーおばさん（21話、1979年 - 1981年）
- 『ギヴ・アス・ア・クルー（英語版）』 - 本人役（16話、1979年 - 1985年）
- 『Till Death...（英語版）』 - リタ（6話、1981年）
- 『In Sickness and in Health（英語版）』 - リタ（9話、1985年 - 1986年）
- "Worzel Gummidge Down Under" (en)  - サリーおばさん（11話、1987年 - 1989年）
- 『Keeping Up Appearances（英語版）』 - ムーディ夫人（話名 The Padgent, 1995年）
- 『デルタ・ウェーヴ（英語版）』 - ジリー・ピジョン（4話、1996年）
- 『バーナビー警部』 - 第1シリーズ第2話「血ぬられた秀作」（原題: Written in Blood） - セリナ・ジェニングス（1998年）
- 『ワーストウイッチ』 (en)  - バットさん（25話、1998年 - 2000年）
- 『ザ・キャスリーン・テイト・ショー（英語版）』 - キャロル・アン / ウルスラ（2話、2005年）
- 『イーストエンダーズ』 - キャロライン・ビショップ（6話、2006年）
- 『アガサ・クリスティー ミス・マープル』「スリーピング・マーダー」 - イーディス・パジェット（2006年）
- "Mist: The Tale of a Sheepdog Puppy" (en)  - ファーン（23話、2007年 - 2009年）
- 『ベニドルム（英語版）』 - ダイアナ・ウィードン（ゲスト出演/シーズン3 エピソード5、2009年）
- 『インジーニアス（英語版）』 - グランシャ（2009年）
- 『SHERLOCK』 - ハドスン夫人（10話、2010年 - 現在）
- "Who Do You Think You Are?" - 本人役（第10シリーズ第1話）
- 『スターリング（英語版）』 - モリー（第2シリーズ、2013年）
- 『カミング・アップ（英語版）』 : Sink Or Swim - シンシア（2013年）
- 『バーナビー警部』 - 第17シリーズ第1話 The Dagger Club - オードリー・ブレイルズフォード（2015年）[注 6]
- "The Big Painting Challenge"（第1シリーズ） - リチャード・ベーコンと共同司会（2015年）
- 『コール・ザ・ミッドワイフ（英語版）』（2015年3月）